# Lijst van censusdivisies in Newfoundland en Labrador

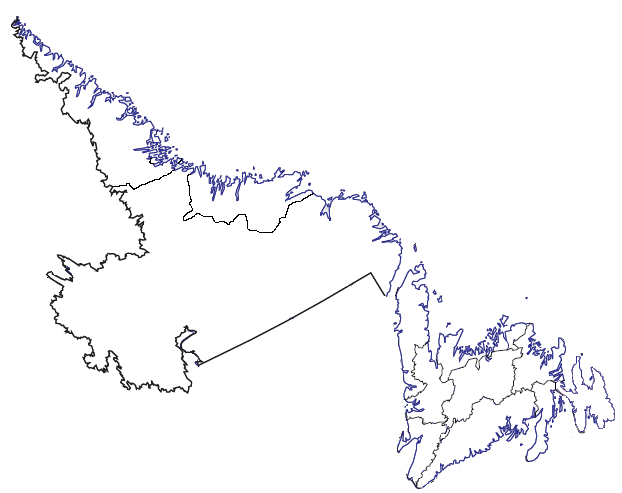
Kaart van Newfoundland en Labrador met aanduiding van de grenzen van de elf censusdivisies

Dit is een lijst van censusdivisies in Newfoundland en Labrador, de oostelijkste provincie van Canada. De provincie is door Statistics Canada onderverdeeld in elf zulke divisies die allen een volgnummer van 1 tot en met 11 dragen.
De censusdivisies dienen, anders dan in de meeste andere provincies, uitsluitend voor statistische doeleinden (met betrekking tot onder meer de bevolking, economie en huisvesting). Aangezien Newfoundland en Labrador de enige Canadese provincie zonder regionaal bestuur is, zijn de elf censusdivies de enige regionale onderverdeling binnen de provincie.

## Lijst
| Naam           | Grootste plaats          | Bevolking (2021) | Groei 2006–2021 | Oppervlakte    | Bevolkings- dichtheid |
| -------------- | ------------------------ | ---------------- | --------------- | -------------- | --------------------- |
| Divisie Nr. 1  | St. John's               | 271.878          | +9,4%           | 9.104,58 km²   | 29,9 inw./km²         |
| Divisie Nr. 2  | Marystown                | 19.392           | −13,0%          | 5.915,57 km²   | 3,3 inw./km²          |
| Divisie Nr. 3  | Channel-Port aux Basques | 13.920           | −21,3%          | 19.272,11 km²  | 0,7 inw./km²          |
| Divisie Nr. 4  | Stephenville             | 19.253           | −9,0%           | 7.019,97 km²   | 2,7 inw/km²           |
| Divisie Nr. 5  | Corner Brook             | 40.396           | −1,0%           | 10.293,76 km²  | 3,9 inw/km²           |
| Divisie Nr. 6  | Grand Falls-Windsor      | 37.339           | +3,1%           | 16.043,38 km²  | 2,3 inw./km²          |
| Divisie Nr. 7  | Clarenville              | 33.044           | −6,9%           | 9.598,37 km²   | 3,4 inw./km²          |
| Divisie Nr. 8  | Lewisporte               | 33.940           | −12,8%          | 9.234,94 km²   | 3,7 inw./km²          |
| Divisie Nr. 9  | St. Anthony              | 14.733           | −18,5%          | 13.209,48 km²  | 1,1 inw./km²          |
| Divisie Nr. 10 | Happy Valley-Goose Bay   | 24.332           | +1,6%           | 191.691,09 km² | 0,1 inw./km²          |
| Divisie Nr. 11 | Nain                     | 2.323            | −3,8%           | 66.787,13 km²  | 0,0 inw./km²          |